# Тельпуховский, Борис Семёнович
Тельпуховский Борис Семёнович (бел.:Цельпухоўскі Барыс Сямёнавіч; род. 8 августа 1903 г., в Чашниках Горецкого уезда), генерал-майор, доктор исторических наук, профессор, заслуженный деятель науки РСФСР, военный историк.

## Биография

### Детство и юность
Родился в многодетной крестьянской семье. В 1914 году отца мобилизовали в царскую армию и Борис вместе с матерью помогал растить трёх братьев и четырёх сестёр. Вместе с ними занимался сельским хозяйством, а также работал на отхожих промыслах.
В 1924 году поступил в комсомол. Маршал, Дважды Герой Советского Союза И. И. Якубовский
в книге «Земля в огне» вспоминал: «В ту пору у нас возникла комсомольская ячейка в деревне Чашники. Там меня,
шестнадцатилетнего юношу, и приняли в ряды комсомола. Первым секретарем ячейки был Борис Тельпуховский (ныне Борис Семенович — генерал, известный ученый, военный историк)». Вскоре активного комсомольца выдвинули уполномоченным по работе среди батрачества по Горецкому району.

### Служба в Красной Армии
15 октября 1925 года он был призван в Красную Армию. До октября 1926 года служил курсантом полковой школы 192 стрелкового полка.
В ноябре 1926 года назначили ответственным организатором комсомольской организации 192 стрелкового полка 64 стрелковой дивизии Белорусского военного округа. А через год он уже исполнял должность политрука окружной школы связи БВО. Параллельно с этим поступил на учёбу в Смоленский государственный педагогический институт.
В 1930 году окончил курсы усовершенствования командно-политического состава им. Ф. Энгельса в г. Ленинград и назначен командиром роты 191 полка 64 стрелковой дивизии. Продолжил учёбу и в Смоленском пединституте, который окончил в 1932 году.
Летом 1932 года окончил курсы усовершенствования механизированных и моторизированных войск при военной академии им. И. Сталина, и после окончания их он был назначен командиром учебной танковой роты при военной академии им. В. И. Ленина. В 1934 году назначен старшим преподавателем истории, а с мая 1937 года по май 1941 года он работал начальником кафедры истории Московского военно-политического училища.
Окончил аспирантуру Московского государственного университета им. М. В. Ломоносова и в мае 1940 года защитил кандидатскую диссертацию на соискание ученой степени кандидата исторических наук.

### В годы Великой Отечественной войны
С началом Великой Отечественной войны Б. С. Тельпуховский служил старшим лектором Главного политического управления Красной Армии. В период войны значительную часть времени находился на фронте. По заданию Главного политического управления был в командировках за границей: апрель — май 1943 г. — в Иране, апрель — август 1945 г. и октябрь 1946 г. — в Германии, в декабре 1946 г. — в Болгарии и Румынии, в марте — апреле 1948 г. — в Корее.

### В послевоенный период
В 1952 году назначен начальником отдела академий и военно-политических учебных заведений Министерства обороны СССР. В 1955 году — начальником учебного отдела Военно-политической академии им. В. И. Ленина. С	1957 по 1968 гг. работал заместителем заведующего отделом, старшим научным сотрудником отдела истории Великой Отечественной войны Института марксизма-ленинизма при ЦК КПСС. С 1974 года — консультант начальника Военной академии генерального штаба Вооруженных сил СССР.
В июле 1961 года Б. С. Тельпуховскому присвоено воинское звание — генерал-майор. А в 1973 году — звание заслуженного деятеля науки РСФСР.

## Вклад в историческую науку
Ещё во время Великой Отечественной войны Б. С. Тельпуховский занялся изучением истории Великой Отечественной войны и в июне 1949 года защитил диссертацию на соискание учёной степени доктора исторических наук. В 1951 году ему присвоено звание профессора.
в 1960-1965 годах принимал участие в подготовке 6-ти томного труда "История Великой отечественной войны Советского Союза 1941-1945" выпущенного Военным издательством Министерства обороны СССР.
Автор более 50 статей и монографий по истории СССР и истории Великой Отечественной войны Советского Союза в 1941—1945 гг.

## Признание
- доктор исторических наук
- профессор
- заслуженный деятель науки РСФСР

## Награды
- орден Ленина (15.11.1950)
- три ордена Красного Знамени(07.02.1943;2.06.1944; 30.12.1956)
- орден Красной Звезды (03.11.1944)
- орден «Знак Почета»
- медаль «За оборону Москвы»
- медаль «За победу над Германией в Великой Отечественной войне 1941—1945 гг.»
- медаль «За оборону Сталинграда»
- медаль «За оборону Ленинграда»
- медаль «За оборону Кавказа»

### Монографии
- Сражение у мыса Гангут (1714 г.) — М.:1945 .
- Северная война. — М.:1946;
- Великая победа Советской армии под Сталинградом. — М.: 1953;
- Очерки истории Великой Отечественной войны. 1941—1945 гг. в соавт.-М. : 1955.
- Великая Отечественная война Советского Союза 1941—1945 гг. — М:1959;
- Всемирно-историческое значение победы СССР в Великой Отечественной войне. — М.: 1960.
- Коммунистическая партия в период Великой Отечественной войны. (Июнь 1941 г. — 1945 г.) в соавт. — М.: 1961.
- Основные периоды Великой Отечественной войны : (1941—1945 гг.)-М.: Мысль.1965.
- Битва за Днепр и освобождение Киева. — М.:1966;
- Против фальсификаторов истории второй мировой войны. — М.:1968.
- Итоги и уроки Великой Отечественной войны. — М.:1975;
- Нас к победе партия вела [Текст] : КПСС — организатор и вдохновитель победы сов. народа в Великой Отечественной войне. — М.:1975.
- Критика буржуазных и ревизионистских фальсификаторов истории второй мировой войны : В помощь лектору, пропагандисту, докладчику. — Б.и.1980.
- КПСС во главе строительства Вооруженных Сил СССР, окт. 1917—1982 г. Ист. очерк. М. : 1983.
- Die sowjetische Geschichte des Grossen Vaterländischen Krieges 1941—1945 / Von Boris Semjonowitsch Telpuchowski ; Im Auftrag des Arbeitskreises für Wehrforschung, Stuttgart hrsg. und kritisch erlaütert von Andreas Hillgruber und Hans-Adolf Jacobsen ; Deutsch von Robert Frhr. v. Freytag-Loringhoven u. a. — Frankfurt a. Main : Bernard u. Gracfe Verl. für Wehrwesen, 1961.

### Учебные пособия
- История СССР. Эпоха социализма (1917—1957 гг.) : учебное пособие [для высших учебных заведений / М. П. Ким , Б. С. Тельпуховский и др. ; редакционная комиссия: М. П. Ким (ответственный редактор) и др. — М.:1957.образования СССР. — М.:1957.
- Лекции по истории КПСС/ в соавт./ — М. : Мысль.1977.